# Било једном у Мериленду
Било једном у Мериленду, пуног назива Било једном у Мериленду – десет година колекције Биљане Риган, публицистичка је монографија о фолклорној колекцији Биљане Риган у Силвер Спрингу, недалеко од Вашингтона, и њеном раду од 2012. до 2022. године, коју је написао српски новинар и публициста Иван Калаузовић, а објавила издавачка кућа Impressions.

## О књизи
Монографија о баштинарки Биљани Риган и немалој збирци народне ношње и других старина са Балкана настала је након њене вишегодишње сарадње са хроничарем и истраживачем дијаспоре Иваном Калаузовићем, познатом и по ауторском надимку Иванус. Калаузовић је, како је изјавио за Радио-телевизију Србије, препознао „чар храбрости у усуду разбијања белосветског сивила именом које представља балканске земље у туђини”.
Калаузовић сматра да име протагонисткиње књиге, која је „зрно мачванске земље [...] посејала у прекоокеанску ораницу”, јесте „најмањи заједнички садржалац балканских културних варијација” у Сједињеним Америчким Државама, док за приредбе које организује, приказујући експонате из колекције, каже да су у питању „спојеви прошлости и садашњости, традиционалног и модерног, света старог и света новог доба, који се беспрекидно допуњују, преплићу и смењују”. Он даје и могуће теоријске класификације тих дешавања, у којима „река Потомак накратко преузима улоге и преоблачи се у сукна Саве, Дрине, Дунава, Мораве, Ибра или Нишаве, а паркови Мериленда навлаче одела Мачве, Шумадије, Косова...”, и сврстава их и у три обухватне групе: „панораме традиције”, „кроз простор и време” и „под ведрим небом и вебом”.
Дело је писано књижевноуметничким стилом и обилује лирским моментима, стилским фигурама и архаизмима, па и локализмима, како би се читаоцима што аутентичније презентовала бит фолклора. Састоји се од три поглавља – Корени, Фолклорна бајка и Догађаји – и обогаћена је великим бројем фотографија, које је током година углавном начинио Биљанин супруг Џон Риган.
Прва рецензенткиња монографије Било једном у Мериленду је Миланка Берберовић, професорка емерита Факултета примењених уметности Универзитета уметности у Београду. Она је између осталог записала: „Свеједно је да ли је Биљана Риган одабрала Ивана Калаузовића да надахнуто напише причу о њеном животу или је Иван пожелео да Биљанин необичан животни пут забележи. Ова монографија зрачи радошћу и топлином и у исто време говори о два изузетна ствараоца: писцу који је Биљанин наум и прегалаштво питким и разумљивим стилом у речи преточио и Биљаниној незаустављивој енергији и умећу да чини највише што може и бар делић богате културе и духа свог краја приближи и покаже другима да би боље упознали, разумели и ценили нашу земљу и све нас.”
Корице књиге и насловне стране поглавља су, по идеји Ивана Калаузовића, дизајниране у духу пиротског ћилима и садрже стилизоване шаре „корњаче”, које симболишу дуговечност, благостање и породично јединство. У центру сваке „корњаче” је шара „софра” у боји наредне „корњаче”. Књига је и штампана у Пироту.
Промоција монографије Било једном у Мериленду одржана је 7. јуна 2023. године у Амбасади Србије у Вашингтону.